# Гебель, Александр Робертович
Гебель Александр Робертович (16 ноября 1950, Караганда — 21 января 2025, Бремерхафен, Бремен) — советский и украинский джазовый музыкант, саксофонист, аранжировщик, композитор, руководитель оркестра. Заслуженный работник культуры Украины (1995).

## Биография
Родился 16 ноября 1950 года в городе Караганда.
В 1969 году окончил Харьковское музыкальное училище по классу баяна. В 1969—1997 годах — преподаватель в детской музыкальной школе № 10 в Кривом Роге.
В 1980 году окончил музыкальный факультет Криворожского государственного педагогического института.
В 1987—1997 годах — организатор и директор фестиваля «Горизонты джаза» в Кривом Роге.
В 1997 году переехал на постоянное место жительства в Германию, где в 1999 году организовал оркестр традиционного джаза в Тюрингии.
Умер 21 января 2025 года в городе Бремерхафен после тяжёлой и продолжительной болезни.

## Творческая деятельность
В 1980 году в Кривом Роге организовал детский джаз-оркестр с которым с 1989 года выступал на фестивалях в Финляндии, Германии, Швеции, Болгарии; гастролировал в Германии, Австрии, Дании, Швеции; писал аранжировки для оркестра. Детский оркестр отличался «взрослым» звучанием, балансом инструментальных групп, оригинальным репертуаром. Оркестр стал достопримечательностью Кривого Рога и Украины. Лучшие композиции: «Не всё так просто», «Призрачный Копенгаген», «Прогулка по зоопарку», «Джаз-вальс».
Также создал в Кривом Роге диксиленд и вокальный ансамбль «Джаз-хорал», которые в 1980—1990-х годах выступали на отечественных и зарубежных музыкальных фестивалях.

## Награды
- Заслуженный работник культуры Украины (1995).